# École régionale du premier degré
Une école régionale du premier degré (ERPD) est un type d'établissement scolaire français destiné aux enfants de gens du voyage, d'autres professions nomades ou de familles dispersées ou connaissant des « difficultés financières ». 
Pédagogiquement, ces écoles relèvent de l'enseignement primaire, mais sont, sur le plan administratif, des établissements publics locaux d'enseignement (EPLE). Elles dépendent des régions. 

## Histoire
La loi no 54-405 du 10 avril 1954 avait admis dans son article 6 la création d'établissement pour les enfants de familles nomades ou en déplacement. 
Le décret no 59-1035 du 31 août 1959 concrétise cette disposition en fixant le régime de ces établissements qui sont alors nationaux et prennent le nom d'écoles nationales du premier degré avec internat. Ces écoles peuvent, selon l'article 1er du décret, soit assurer les cours et l'hébergement, soit uniquement l'internat, les élèves suivant alors leur scolarité dans une école primaire « classique ». 
À la suite de la décentralisation, ces écoles sont confiées aux régions en 1985 et soumises au régime des EPLE. 

## Organisation
Les dispositions relatives aux écoles régionales du premier degré figurent au chapitre II du titre Ier du livre IV du code de l'éducation. 
Les ERPD sont les seuls établissements primaires publics à disposer d'un internat. Outre les élèves de primaire, l'internat peut aussi héberger leurs frères et sœurs même s'ils sont déjà dans le secondaire. 
Le régime administratif est mutatis mutandis celui des établissements publics locaux d'enseignement, leur conseil d'administration jouant par ailleurs le rôle des conseils d'écoles dans les autres établissements primaires. 
Par rapport aux autres EPLE, les seules instances sont le conseil d'administration et le comité d'éducation à la santé et à la citoyenneté. 
La composition du conseil d'administration est assimilée à celle des établissements régionaux d'enseignement adapté (EREA) avec les différences suivantes : 
- Il n'y a pas de représentant des élèves ;
- Les parents d'élèves ont quatre représentants (et non cinq) ;
- Le CA comprend également quatre représentants des « professions non sédentaires ».

## Liste[1]
| Académie          | Établissement        | Commune                  |
| ----------------- | -------------------- | ------------------------ |
| Créteil           | Henri Geoffroy       | Saint-Mammès             |
| Lille             | Bateliers et Forains | Douai                    |
| Lille             | Ernest Couteaux      | Lille                    |
| Normandie (Rouen) | Louis Pergaud        | Barentin                 |
| Strasbourg        | ERPD                 | Strasbourg               |
| Versailles        | ERPD                 | Conflans-Sainte-Honorine |
| Versailles        | Olympe Hériot        | La Boissière-École       |
| Versailles        | ERPD                 | La Verrière              |